# 蒙特勒伊区
蒙特勒伊区（法語：arrondissement de Montreuil）是法国加来海峡省所辖的一个区。总面积1327.1平方公里，总人口111519，人口密度84人/平方公里（2018年）。主要城镇为滨海蒙特勒伊。

## 辖区
蒙特勒伊区辖有164个市镇。